# میبنک (تگزاس)
میبنک، تگزاس(به انگلیسی: Mabank, Texas) شهری در ایالت تگزاس از ایالات جنوبی ایالات متحده آمریکا است.